# Trasporto della moglie

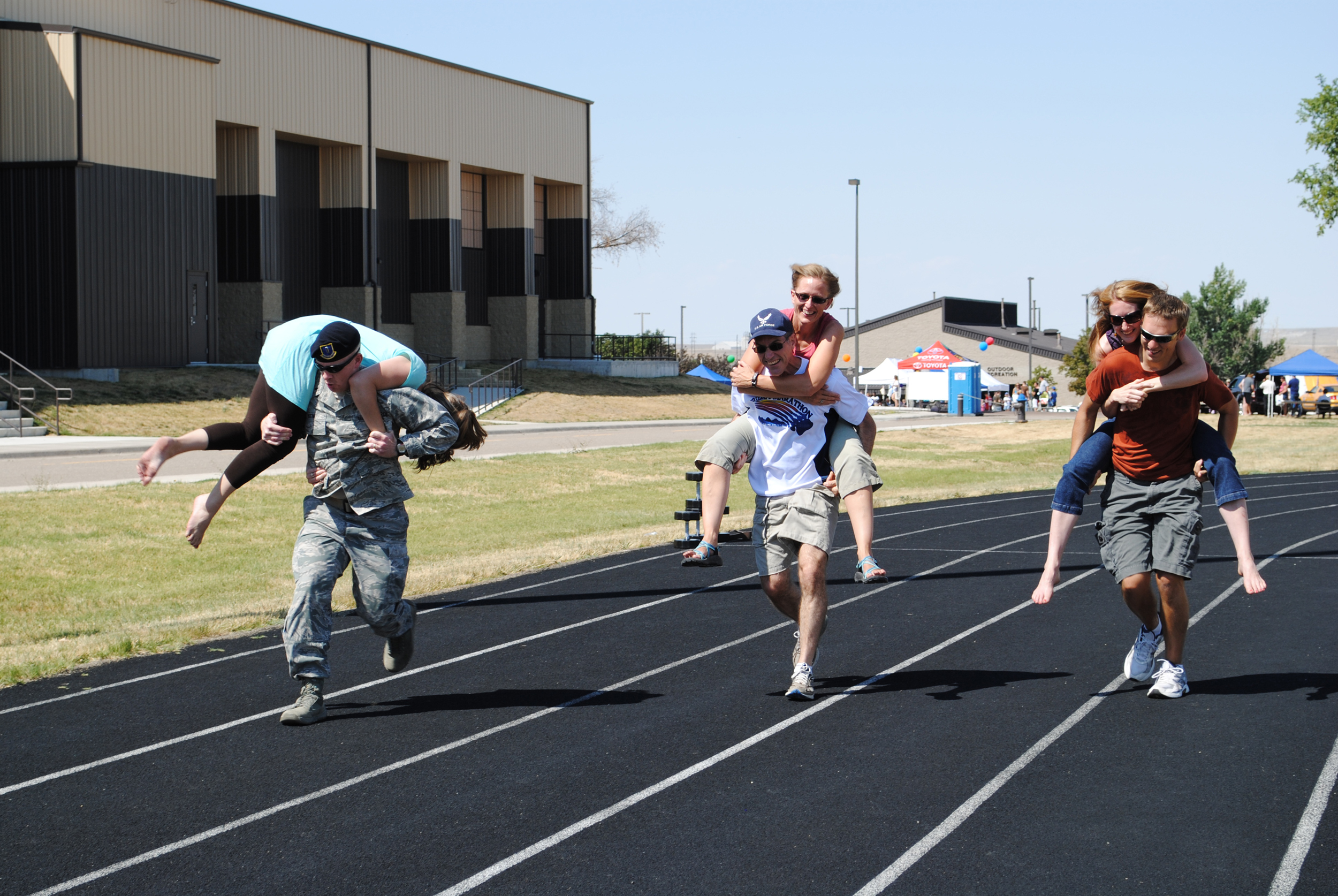

Il trasporto della moglie (in finlandese eukonkanto o akankanto, in estone naisekandmine, in inglese Wife Carrying) è uno sport praticato da coppie miste in cui il competitore maschio deve trasportare una donna (non ci sono regole sul genere o sullo stato civile), attraverso un percorso a ostacoli (di cui uno costituito da una fossa piena d'acqua, profonda un metro) il più velocemente possibile. Lo sport è stato introdotto nel 1992 a Sonkajärvi (Finlandia).

## Storia
L'Eukonkanto ebbe origine in Finlandia. Si narrano leggende su un uomo di nome Herkko Rosvo-Ronkainen, che con la sua banda di ladri sarebbe stato il "precursore" dello sport attuale. Nel vagabondare per i villaggi con i suoi seguaci, sarebbero stati scoperti a rubare del cibo e rapire le donne per poi caricarle sulle spalle mentre fuggivano (da qui il termine "moglie" o "trasporto di donne"), pratica molto vicina al rapimento della sposa. In realtà, c'è anche chi sostiene che Rosvo-Ronkainen addestrasse i suoi ragazzi a essere "più veloci e forti" trasportando grandi e pesanti sacchi sulle spalle.
Gare analoghe si sono svolte in Australia, Stati Uniti, Hong Kong, India, Germania, Regno Unito e altre parti del mondo oltre alla Finlandia e alle vicine Svezia, Estonia e Lettonia, e lo sport ha una categoria nel Guinness dei primati.

## Campionato mondiale

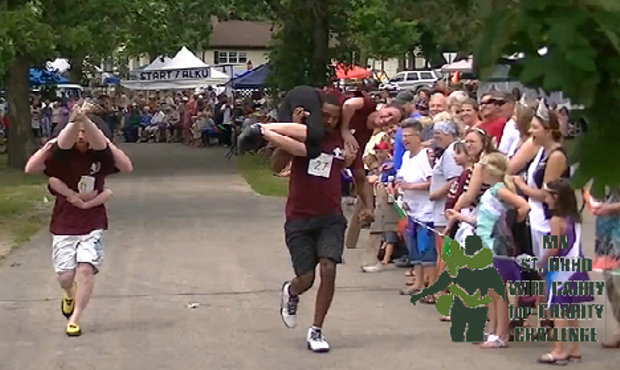
La gara in Menahga, Minnesota

Il campionato mondiale di trasporto delle mogli è una competizione umoristico/sportiva organizzata dal 1992 a Sonkajärvi, nei pressi di Iisalmi, in Finlandia. La competizione si svolge annualmente all'inizio di luglio. Il campionato consiste in una corsa a ostacoli lunga 253,5 m nella quale i concorrenti devono portare in spalla le loro "mogli" superando pozze d'acqua e barriere. La caduta della consorte comporta una penalità di 15 secondi. Il primo arrivato vince una quantità di birra equivalente al peso della moglie, oltre naturalmente al prestigioso titolo di campione mondiale di trasporto delle mogli.
Le regole di base sono che la donna deve avere più di 17 anni di età (non è necessario che sia la moglie dell'uomo) e deve pesare almeno 49 chilogrammi. Se non raggiunge questo peso, deve essere zavorrata con uno zainetto pesante quanto basta perché il peso della zavorra più quello della donna sia esattamente di 49 chili. L'unico strumento ammesso è una cinghia e un casco di cui può servirsi il portatore. Il campionato mondiale di trasporto delle mogli è registrato nel libro dei Guinness dei primati.

### Albo d'oro
| Anno | Uomo                  | Donna                  | Nazione           | Tempo             | Note              |
| ---- | --------------------- | ---------------------- | ----------------- | ----------------- | ----------------- |
| 1997 | Jouni Jussila         | Tiina Jussila          | Finlandia         | 65"0              |                   |
| 1998 | Imre Ambos            | Annela Ojaste          | Estonia           | 69"2              |                   |
| 1999 | Imre Ambos            | Annela Ojaste          | Estonia           | 64"5              |                   |
| 2000 | Margo Uusorg          | Birgit Ulrich          | Estonia           | 55"5              |                   |
| 2001 | Margo Uusorg          | Birgit Ulrich          | Estonia           | 55"6              |                   |
| 2002 | Meelis Tammre         | Anne Zillberberg       | Estonia           | 63"8              |                   |
| 2003 | Margo Uusorg          | Enge Soll              | Estonia           | 60"7              |                   |
| 2004 | Madis Uusorg          | Inga Klauso            | Estonia           | 65"3              |                   |
| 2005 | Margo Uusorg          | Enge Soll              | Estonia           | 59"1              |                   |
| 2006 | Margo Uusorg          | Sandra Kullas          | Estonia           | 56"9              |                   |
| 2007 | Madis Uusorg          | Inga Klauso            | Estonia           | 61"7              |                   |
| 2008 | Alar Voogla           | Kirsti Viltrop         | Estonia           | 61"9              |                   |
| 2009 | Taisto Miettinen      | Kristiina Haapanen     | Finlandia         | 62"0              | [ 6 ]             |
| 2010 | Taisto Miettinen      | Kristiina Haapanen     | Finlandia         | 64"9              | [ 6 ]             |
| 2011 | Taisto Miettinen      | Kristiina Haapanen     | Finlandia         | 60"7              | [ 6 ]             |
| 2012 | Taisto Miettinen      | Kristiina Haapanen     | Finlandia         | 61"2              | [ 6 ]             |
| 2013 | Taisto Miettinen      | Kristiina Haapanen     | Finlandia         | 65"0              | [ 6 ]             |
| 2014 | Ville Parviainen      | Janette Oksman         | Finlandia         | 63"7              |                   |
| 2015 | Ville Parviainen      | Sari Viljanen          | Finlandia         | 62"7              |                   |
| 2016 | Dmitry Sagal          | Anastasia Loginova     | Russia            | 62"7              |                   |
| 2017 | Taisto Miettinen      | Kristiina Haapanen     | Finlandia         | 68"6              | [ 6 ]             |
| 2018 | Vytautas Kirkliauskas | Neringa Kirkliauskiene | Lituania          | 65"1              |                   |
| 2019 | Vytautas Kirkliauskas | Neringa Kirkliauskiene | Lituania          | 66"7              |                   |
| 2020 | Evento non tenuto     | Evento non tenuto      | Evento non tenuto | Evento non tenuto | Evento non tenuto |
| 2021 | Evento non tenuto     | Evento non tenuto      | Evento non tenuto | Evento non tenuto | Evento non tenuto |
| 2022 | Taisto Miettinen      | Katja Kovanen          | Finlandia         | 67"4              | [ 6 ]             |
| 2023 | Taisto Miettinen      | Katja Kovanen          | Finlandia         | 66"4              | [ 6 ]             |
| 2024 | Vytautas Kirkliauskas | Neringa Kirkliauskiene | Lituania          | 63"5              |                   |